# Juan Carlos Monedero
Juan Carlos Monedero Fernández-Gala (Madrid, 12 gennaio 1963) è un politologo, saggista e politico spagnolo, fra i fondatori nel 2014 di Podemos, di cui è stato segretario costituente.

## Biografia
Consegue la laurea in scienze politiche e sociologiche presso l'Universidad Complutense de Madrid (UCM). Ha svolto i suoi studi di dottorato presso l'Università di Heidelberg (Germania) tra il 1989 e il 1992, sotto la direzione dello scienziato politico Klaus von Beyme. La sua tesi di dottorato fu sulle cause della dissoluzione della Repubblica Democratica Tedesca.
Dal 1992 è professore di scienze politiche presso l'UCM, dove sviluppa parte del suo lavoro di ricerca e insegna argomenti legati alle istituzioni politiche, alla teoria dello Stato, all'America meridionale e al sistema politico spagnolo. È stato invitato in varie università, europee (Londra e Berlino) e Sudamericane (Argentina, Messico, Colombia, Venezuela).

## Consulente politico
Juan Carlos Monedero è stato consulente del politico spagnolo Gaspar Llamazares tra il 2000 e il 2005, quando è stato il coordinatore generale della Sinistra Unita . È stato anche consulente del governo venezuelano diretto da Hugo Chávez tra il 2005 e il 2010.

## Media
Ha collaborato con i media, sia con la stampa sia con la televisione. Ha scritto colonne in giornali quali Público, articoli su El País e ha collaborato a programmi di dibattito politico come La Tuerka e Fort Apache, presentati da Pablo Iglesias. Attualmente collabora con il quotidiano La Marea, in CuartoPoder e cura il suo blog personale.

## Attività politica
Juan Carlos Monedero ha difeso criticamente la rivoluzione bolivariana. Ha sostenuto che Chávez era "l'ultimo liberatore dell'America del Sud" e che il processo politico in Sud America è un esempio per un mondo immerso in una "crisi capitalistica sistematica ". Dopo la morte di Chávez ha lodato la sua importanza nel rompere l'egemonia degli Stati Uniti in Sud America e costruire un processo di integrazione regionale, criticando la posizione sbagliata dei media.
Ha fondato il partito Podemos e ne è stato segretario costituente

## Opere
- Juan Carlos Monedero, El retorno a Europa. De la perestroika al Tratado de Maastricht, Madrid, Complutense, 1992, ISBN 8474914469.
- Juan Carlos Monedero e Juan Luis Paniagua Soto, En torno a la democracia en España. Problemas pendientes del sistema político español, Madrid, Tecnos, 1999, ISBN 8430933573.
- Juan Carlos Monedero, Informe sobre la implantación del euro en España, Badia Fiesolana, European University Institute, 2000.
- Juan Carlos Monedero, Cansancio del Leviatán: Problemas políticos en la mundialización, Madrid, Trotta, 2003, ISBN 8481646253.
- Juan Carlos Monedero, La Constitución destituyente de Europa: Claves para otro debate constitucional, Madrid, La Catarata, 2005, ISBN 9788483192146.
- Juan Carlos Monedero e Haiman El Troudi, Empresas de Producción Social. Instrumento para el socialismo del siglo XXI, Caracas , 2006, ISBN 9801220252.
- Juan Carlos Monedero, Disfraces del Leviatán: El papel del estado en la globalización neoliberal, Madrid, Akal, 2009, ISBN 9788446031307.
- Juan Carlos Monedero, Claves para un mundo en transición. Crítica y reconstrucción de la política, Madrid, Cyan, 2009, ISBN 9788481988031.
- Juan Carlos Monedero, El gobierno de las palabras, Madrid, Fondo de Cultura Económica de España, S.L., 2009, ISBN 9788437506548.
- Pablo Iglesias Turrión e Juan Carlos Monedero, ¡Que no nos representan!: El debate sobre el sistema electoral español, Madrid, Popular, 2011, ISBN 9788478845156.
- Juan Carlos Monedero, La rebelión de los indignados, Madrid, Rompeolas, 2011, ISBN 9788478844975.
- Juan Carlos Monedero, La transición contada a nuestros padres, Madrid, La Catarata, 2011, ISBN 9788483195857.
- Juan Carlos Monedero, Dormíamos y despertamos. El 15M y la reinvención de la democracia, Madrid, Nueva Utopía, 2012, ISBN 8496146596.
- Juan Carlos Monedero, Curso urgente de política para gente decente, Madrid, Seix Barral, 2013, ISBN 9788432220814.
  -  Juan Carlos Monedero, Corso urgente di politica per gente decente, traduzione di Francesca Pe', Milano, Feltrinelli, 2015, ISBN 9788807172939.
- Julio Anguita e Juan Carlos Monedero, Conversaciones entre Julio Anguita y Juan Carlos Monedero, Más Madera a dos voces, Madrid, Icaria, 2013, ISBN 9788498885286.
- Juan Carlos Monedero, Los nuevos disfraces del Leaviatán, Madrid, Akal, 2018, ISBN 9788446045151.